# Perudyptes devriesi
Perudyptes devriesi es un pingüino gigante del Eoceno superior del Perú, de hace 42 millones de años. Medía unos 76 cm de altura y fue hallado en las costas desérticas de Ica, región al sur del país. Los fósiles del Icadyptes salasi y el Perudyptes devriesi fueron descubiertos en 2005 por un equipo de paleontólogos peruanos.

## Denominación
Peru refiere al nombre del país en el que fue encontrado el fósil, dypes es la palabra griega para nadador y devriesi en honor a Thomas DeVries, profesor de ciencias de la Escuela de Vashon Island (Vashon Island High School), quien trabajó por largo tiempo en el Perú.

## Pingüinos peruanos fósiles
- Icadyptes salasi
- Perudyptes devriesi
- Spheniscus megaramphus
- Spheniscus muizoni
- Spheniscus urbinai